# Bruno Zeiß
Bruno Zeiß (* 16. Oktober 1887 in Insterburg; † 23. November 1972 in Celle) war ein deutscher Kommunalpolitiker und Vertriebenenfunktionär. Er amtierte annähernd 30 Jahre lang als Bürgermeister der Kleinstadt Schippenbeil in der preußischen Provinz Ostpreußen.

## Leben

### Herkunft, Ausbildung und berufliche Karriere
Zeiß kam in als Sohn eines Kaufmannes in der Stadt Insterburg zur Welt, die damals etwa 25.000 Einwohner zählte und Kreisstadt des gleichnamigen Landkreises war. Ab 1902 bildete sie einen eigenen Stadtkreis. Er besuchte zunächst das Gymnasium in seiner Heimatstadt und dann die Realschule in der Kreisstadt Goldap. Anschließend durchlief er eine Ausbildung beim Landratsamt Goldap.
Seinen Einstieg ins Berufsleben fand Zeiß als erster Stadtsekretär in Pillau (Kreis Fischhausen). Im November 1916 wurde er zum Bürgermeister von Schippenbeil im Kreis Friedland (1927 umbenannt in Kreis Bartenstein) gewählt. Nach jeweils zwölfjähriger Amtszeit gelang ihm im Oktober 1928 und Oktober 1940 die Wiederwahl. Zwar bekleidete er auch zahlreiche Ehrenämter, diese wurden ihm allerdings nach der Machtergreifung der Nationalsozialisten 1933 entzogen, da er nicht Mitglied der das Reich diktatorisch regierenden Nationalsozialistischen Deutschen Arbeiterpartei (NSDAP) werden wollte. Seine Stellung in Schippenbeil hingegen blieb unbeeinträchtigt und im Jahr 1940 übernahm er auf Bitte des Bartensteiner Landrates Friedrich Wever zusätzlich auch die Amtsgeschäfte als kommissarischer Bürgermeister von Friedland.
Im Rahmen der Evakuierung der ostpreußischen Städte gelang Zeiß Ende Januar 1945 von Pillau die Flucht mit dem Schiff über die Ostsee nach Dänemark. Er ließ sich mit seiner Familie in der niedersächsischen Stadt Celle nieder. Ob er dort noch einer neuen beruflichen Tätigkeit nachging, ist nicht bekannt. Er starb Ende 1972 im Alter von 85 Jahren.

### Lobbyist für Heimatvertriebene
Nach Kriegsende engagierte sich Zeiß intensiv für die Interessen der ostpreußischen Heimatvertriebenen. So publizierte er beispielsweise bereits ab 1946 Anschriften- und Suchlisten für Schippenbeil. Bald schon bündelte er sämtliche Informationen über die Bewohner des gesamten ehemaligen Kreises Bartenstein und baute so eine Heimatortskartei für den Kreis auf. Im Oktober 1948 gehörte er dann zu den Gründern der Landsmannschaft Ostpreußen. Zwischen 1950 und 1970 war er Vorsitzender der Rechnungs- und Prüfungskommission der Landsmannschaft und in dieser Funktion Finanzberater der Bundesgeschäftsführung. Darüber hinaus amtierte er zwischen 1950 und 1972 als Heimatkreisvertreter der Kreisgemeinschaft Bartenstein. Außerdem initiierte er 1954 die Übernahme der Patenschaft für die vier Städte Bartenstein (Bartoszyce), Schippenbeil (Sępopol), Friedland (Prawdinsk) und Domnau (Domnowo) durch Nienburg/Weser.

## Auszeichnungen
- 1967: Verdienstkreuz am Bande des Verdienstordens der Bundesrepublik Deutschland[8]
- 1968: Preußenschild der Landsmannschaft Ostpreußen